# Sylvestrô Lý Kiến Đường
Sylvester Lý Kiến Đường (1925 – 2017, tiếng Trung:李建唐, tiếng Anh: Sylvester Li Jian-tang) là một giám mục người Trung Quốc của Giáo hội Công giáo Rôma. Ông nguyên là Tổng giám mục chính tòa Tổng giáo phận Thái Nguyên từ năm 1994 đến năm 2013.

## Tiểu sử
Tổng giám mục Đường sinh năm 1925 tại Trung Quốc. Sau quá trình tu tập, năm 1956, ông thụ phong chức vụ linh mục, khi đã 41 tuổi, mức tuổi khá lớn với cùng chức vụ trong thời gian này. Trong khoảng thời gian từ năm năm 1966 đến năm 1980, ông bị chính quyền Trung Quốc cầm tù tại một trại lao động. Sau năm 1980, linh mục họ Đường quay trở lại phục vụ giáo phận.
Ngày 18 tháng 12 năm 1994, lễ tấn phong cho Tân giám mục Sylvester Lý Kiến Đường được tổ chức. Ngày 23 tháng 11 năm 2013, ông trao lại giáo phận cho tổng giám mục kế vị Phaolô Mạnh Ninh Hữu. Sau khi được tấn phong, trong khoảng thời gian sau đó, từ năm 1996 đến năm 2008, ông góp mặt trong hội đồng giám đốc của chủng viện Sơn Tây. Từ năm 2000 đến năm 2001, ông là Giám đốc Đại chủng viện Sơn Tây. Đại chủng viện sau đó bị đóng cửa vào năm 2012. Ngoài các chức nhiệm trên, giám mục Lý Kiến Đường cũng là người thành lập Tiểu chủng viện Thái Nguyên và Tu viện 7 Sự Thương Khó Của Mẹ Maria thuộc Tổng giáo phận Thái Nguyên.
Ngày 13 tháng 8 năm 2017, ông qua đời. Lễ an táng diễn ra sau đó vào ngày 17 tháng 8 tại nhà thờ Thái nguyên, sau đó thi hài cố giám mục được đưa về quê hương ông là làng La Nhị Cẩu (Gong'ergou.). Một tang lễ khác được tổ chức vào ngày 19 tại giáo xứ La Nhị Cẩu, trước khi ông được an táng tại nghĩa trang giáo phận.